# Georges Vantongerloo
Georges Vantongerloo, född 24 november 1886 i Antwerpen, död 5 oktober 1965 i Paris, var en belgisk målare och skulptör, bosatt i Frankrike från 1919.

## Biografi
Vantongerloo bedrev 1905-1909 sin utbildning vid Konsthögskolan i Bryssel och Konsthögskolan i Antwerpen. Mellan 1910 och 1917 arbetade han i figurativ stil, som gradvis utvecklades från akademisk till post-impressionistisk.
Under första världskriget blev han sårad 1914, som soldat i den belgiska armén, och fick lämna fronten. Under resten av kriget levde han som flykting i Voorburg i Haag, där han hade en separatutställning i oktober 1917 vid Kunstkring Hollando-Belge för första gången. I Haag träffade han futuristen Jules Schmalzigaug, som initierade honom till modern konst. Inte långt därefter att han kom i kontakt med Theo van Doesburg, Bart van der Leck och Piet Mondrian. År 1917 var han med och grundade konstgruppen De Stijl. I november 1918 skrev han, tillsammans med Theo van Doesburg, Robert van't Hoff, Vilmos Huszár, Anthony Cook, Piet Mondrian och Jan Wils, det första manifest i samma grupp.
Vantongerloo började studera matematik, som han trodde skulle göra det möjligt att visa det stora mysteriet av kosmos mätbart. Han fördjupade sig i studiet av geometri, fysik och kosmologi och förespråkade en systematisk visuell konst med rena matematiska förhållanden. Från 1917 gjorde han rent geometrisk abstrakta arbeten. Dess gallerliknande kompositioner kan verka helt godtyckliga, men placeringen av linjer och plan är nästan helt bestämda av matematiska proportioner. Valet av färgen var avgörande för storleken på den färgytan.
År 1919 flyttade han med sin holländska fru Debbie till Menton i södra Frankrike. Han gjorde för deras försörjning porträttbyster och traditionella målningar och här kom han i kontakt med Max Bill som organiserade hans utställningar. År 1924 publicerade han skriften "l'Art et son avenir". År 1928 flyttade han till Paris och 1931 grundade han tillsammans med Theo van Doesburg, Naum Gabo och Antoine Pevsner konströrelsen Abstraction-Création i Paris.
Från mitten av 1940-talet, började han använda fler och mer böjda linjer i sina skulpturer med böjda stänger av järn, nickel och silver. Dessa verk kallade han "oändliga rymden" eller "kosmiska element". De är trådskulpturer som tyder på rymd och dynamik. År 1936 deltog han i utställningen "kubism och abstrakt konst" på Museum of Modern Art i New York. År 1943 var hans första separatutställning i Galerie de Berri i Paris.
Från slutet av 1940-talet arbetade han med mer intuitiva, organiska former i plexiglas som hänvisar till kosmiska begrepp som utrymme, oändlighet, rörelse etc. Han experimenterade med nya material såsom perspex, transparenta konstruktioner som skildrar galaxer och kosmiska oändligheten. År 1949 hölls en grupputställning i Kunsthaus Zürich i Zürich med Max Bill och Antoine Pevsner. År 1962 gjordes en stor retrospektiv utställning av Vantongerloo av Marlborough New London Gallery. 
Vantongerloo var en neoplasticismens pionjärer och hans arbete finns över hela Europa i de stora museerna för modern konst.
Vantongerloo är representerad vid bland annat Museum of Modern Art och Moderna museet